# École (Savoia)
École és un municipi francès situat al departament de la Savoia i a la regió d'Alvèrnia-Roine-Alps. L'any 2007 tenia 249 habitants.

## Demografia

### Població
El 2007 la població de fet d'École era de 249 persones. Hi havia 116 famílies de les quals 52 eren unipersonals (36 homes vivint sols i 16 dones vivint soles), 32 parelles sense fills i 32 parelles amb fills.
La població ha evolucionat segons el següent gràfic:
Habitants censats

### Habitatges
El 2007 hi havia 223 habitatges, 116 eren l'habitatge principal de la família, 93 eren segones residències i 14 estaven desocupats. 198 eren cases i 24 eren apartaments. Dels 116 habitatges principals, 92 estaven ocupats pels seus propietaris, 15 estaven llogats i ocupats pels llogaters i 9 estaven cedits a títol gratuït; 1 tenia una cambra, 4 en tenien dues, 16 en tenien tres, 29 en tenien quatre i 67 en tenien cinc o més. 81 habitatges disposaven pel capbaix d'una plaça de pàrquing. A 49 habitatges hi havia un automòbil i a 48 n'hi havia dos o més.

### Piràmide de població
La piràmide de població per edats i sexe el 2009 era:
| Homes | Edats   | Dones |
| ----- | ------- | ----- |
| 0     | 95 o +  | 0     |
| 0     | 90 a 94 | 4     |
| 0     | 85 a 89 | 0     |
| 0     | 80 a 84 | 12    |
| 8     | 75 a 79 | 8     |
| 8     | 70 a 74 | 4     |
| 0     | 65 a 69 | 12    |
| 8     | 60 a 64 | 4     |
| 4     | 55 a 59 | 0     |
| 4     | 50 a 54 | 4     |
| 24    | 45 a 49 | 12    |
| 12    | 40 a 44 | 16    |
| 8     | 35 a 39 | 8     |
| 4     | 30 a 34 | 8     |
| 8     | 25 a 29 | 12    |
| 8     | 20 a 24 | 0     |
| 8     | 15 a 19 | 4     |
| 16    | 10 a 14 | 0     |
| 8     | 5 a 9   | 0     |
| 16    | 0 a 4   | 8     |

## Economia
El 2007 la població en edat de treballar era de 150 persones, 125 eren actives i 25 eren inactives. De les 125 persones actives 121 estaven ocupades (72 homes i 49 dones) i 4 estaven aturades (3 homes i 1 dona). De les 25 persones inactives 12 estaven jubilades, 6 estaven estudiant i 7 estaven classificades com a «altres inactius».

### Ingressos
El 2009 a École hi havia 120 unitats fiscals que integraven 255,5 persones, la mediana anual d'ingressos fiscals per persona era de 18.816 €.

### Activitats econòmiques
Dels 11 establiments que hi havia el 2007, 2 eren d'empreses alimentàries, 1 d'una empresa de fabricació d'altres productes industrials, 3 d'empreses de construcció, 1 d'una empresa de comerç i reparació d'automòbils, 1 d'una empresa de transport, 1 d'una empresa d'hostatgeria i restauració i 2 d'empreses de serveis.
Dels 6 establiments de servei als particulars que hi havia el 2009, 1 era una oficina de correu, 1 taller de reparació d'automòbils i de material agrícola, 1 paleta, 1 fusteria, 1 lampisteria i 1 restaurant.
Dels 2 establiments comercials que hi havia el 2009, 1 era una fleca i 1 una carnisseria.
L'any 2000 a École hi havia 7 explotacions agrícoles que ocupaven un total de 444 hectàrees.

## Equipaments sanitaris i escolars
El 2009 hi havia una escola elemental integrada dins d'un grup escolar amb les comunes properes formant una escola dispersa.

## Poblacions més properes
El següent diagrama mostra les poblacions més properes.